# Filoviride
Filoviridae este o familie de virusuri, ce are ca reprezentant virusul Ebola, care determină febra hemoragică acută cu mortalitate de 90%. Virusul Ebola provine din Zair și Sudan.
Transmiterea se face de la bolnavi (oameni sau animale - maimuțe) prin aerosoli, sânge, organe infectate și contact sexual. Grupa de risc, cea mai importantă, o reprezintă personalul de laborator.
Boala se caracterizează prin: manifestări de pneumonie interstițială (febră, cefalee, faringită, dureri toracice, tuse), evoluează cu erupție macrovaculoasă, apoi cu hemoragii generalizate, exteriorizate prin scaun (melenă), prin varsături (hematemeză), prin urină (hematurie), cu evoluție fatală prin șoc hipovolemic în maxim 9 zile de la debut.
Febra hemoragică Ebola, este o boală severă și adesea mortală, care poate apărea la om și la primate (maimuțe: cimpanzei, gorile etc).
Febra hemoragică Ebola este denumită și „boala Ebola”.

## Cauze
Febra hemoragică Ebola, este cauzată de un virus, aparținând familiei Filoviridae. Oamenii de știință au identificat 4 tipuri de virusuri Ebola. Trei dintre ei provoacă boli la oameni: virusul Ebola Zair, virusul Ebola – Sudan și virusul Coasta de Fildeș Ebola.
Boala poate fi transmisă la om de la animalele infectate și din materiile de origine animală. Ebola poate fi, de asemenea, răspândită la oameni prin contactul cu fluide corporale infectate sau prin ace infectate din spitale.

## Diagnostic
Pot exista semne și simptome de: comă, coagulare intravasculară diseminantă.
Testele folosite pentru a diagnostica febra Ebola includ: testarea de electroliți, studii de coagulare și teste pentru a arata dacă o persoana a fost expusă la virusul Ebola.

## Tratament
Nu există nici un tratament cunoscut pentru această boală. Există medicamente care pot lupta cu virușii (antivirale), dar nu funcționează bine împotriva virusului Ebola.
Pacientul este internat, de obicei, și îngrijirea lui este intensivă. Măsurile de susținere pentru șoc includ medicamente și lichide administrate intravenos.
Problemele de sângerare pot necesita transfuzii de trombocite sau de sânge.

## Simptome
În perioada de incubație, care poate dura aproximativ o săptămână, simptomele includ: artrită, dureri de spate, frisoane, diaree, oboseală, febră, dureri de cap, stare generala de rău, greață, durere în gât, vărsături.
Simptomele târzii includ: sângerare din ochi, urechi și nas, sângerare din gură și rect, depresie, inflamația ochilor, umflarea genitală, creșterea senzației de durere în piept, erupții cutanate pe tot corpul, convulsii, comă și delir.
90% dintre pacienți mor din cauza acestei boli. Pacienții, de obicei, mor din cauza șocului mai degrabă decât din cauza pierderii de sânge.